# Basti (Distrikt)
Der Distrikt Basti (Hindi बस्ती जिला, Urdu ضلع بستی) ist ein Distrikt im nordindischen Bundesstaat Uttar Pradesh.
Die Fläche beträgt 2.6888 km². Sitz der Verwaltung ist die Stadt Basti.

## Klima
In Basti herrscht ein subtropisches Monsunklima. Es können vier Jahreszeiten unterschieden werden: Winter von Mitte November bis Februar, Sommer bis etwa Mitte Juni, Herbst bis Ende September (die Zeit des Südwestmonsuns) und die Post-Monsunzeit im Oktober bis Mitte November. Der mittlere Jahresniederschlag liegt bei 1166 mm. Im Winter liegt die mittlere Minimaltemperatur bei 9 °C und die mittlere Maximaltemperatur bei 23 °C. Im Sommer sind die entsprechenden Werte 25 °C und 44 °C.

## Verwaltungsgliederung
Der Distrikt ist in 4 Tehsils gegliedert (Basti, Harraiya, Bhanpur, Rudhauli).

## Bevölkerung
Die Einwohnerzahl lag nach dem Zensus 2011 bei 2.464.464. Die Bevölkerungswachstumsrate im Zeitraum von 2001 bis 2011 betrug 18,21 % und lag damit relativ hoch. Basti hatte ein Geschlechterverhältnis von 963 Frauen pro 1000 Männer und eine Alphabetisierungsrate von 67,22 %, eine Steigerung um fast 15 Prozentpunkte gegenüber dem Jahr 2001. Die Alphabetisierung lag allerdings unter dem nationalen Durchschnitt. Knapp 85 % der Bevölkerung waren Hindus und ca. 15 % Muslime. Zu den im Distrikt gesprochenen Sprachen gehören Awadhi im Westen und Bhojpuri im Osten.
Knapp 5,6 % der Bevölkerung lebten in Städten und der Rest in ländlichen Regionen. Die größte Stadt des Distrikts war Basti mit 114.657 Einwohnern.

## Wirtschaft
Die regionale Wirtschaft ist stark von der Landwirtschaft geprägt. Der Bezirk ist bekannt für seine Baumwolltextilien- und Zuckerindustrie.